# Tiberio Cerasi
Tiberio Cerasi (Roma, 1544 – Frascati, 3 maggio 1601) è stato un religioso e banchiere italiano.
Giurista e tesoriere della Reverenda Camera Apostolica sotto Clemente VIII, è noto soprattutto per il suo sepolcro, la Cappella Cerasi a Santa Maria del Popolo a Roma, e le relative commesse a Caravaggio e Annibale Carracci.

## Biografia
Tiberio Cerasi nacque nel 1544 da Stefano, medico originario di Napoli che arrivò a Roma nel 1522 assunto presso l'ospedale di Santa Maria della Consolazione, ottenendo poi la cittadinanza romana nel 1530, e Bartolomea Manardi, di famiglia fiorentina. Il fratello di Tiberio, Giovan Pietro, divenne anch'egli medico e nel 1574 pubblicò il trattato Methodo dello spetiale. Anche Tiberio mantenne stretti rapporti con l'ospedale della Consolazione: è proprio in una casa di proprietà di quell'ospedale che trovò alloggio dal 1583. Nel 1590 donò poi allo stesso ospedale i libri di medicina appartenuti al padre, con il vincolo che fossero utilizzati per la formazione dei medici.
Dopo aver intrapreso gli studi di diritto e l'attività di avvocato concistoriale presso la corte pontificia, il 31 luglio 1593 Cerasi venne eletto rettore de l'Università di Roma "La Sapienza" per quell'anno, ruolo confermato anche l'anno seguente. Nel 1595 ha infine abbracciato la carriera ecclesiastica, divenendo dapprima chierico di Camera e, nel 1596, tesoriere generale della Camera Apostolica.
All'approssimarsi della morte, nel 1598, nominò erede universale dei suoi molti beni l'ospedale di Santa Maria della Consolazione, istituto con cui per tutta la vita aveva avuto profondi legami personali e familiari.
Morì nella sua villa a Frascati, nel maggio 1601.

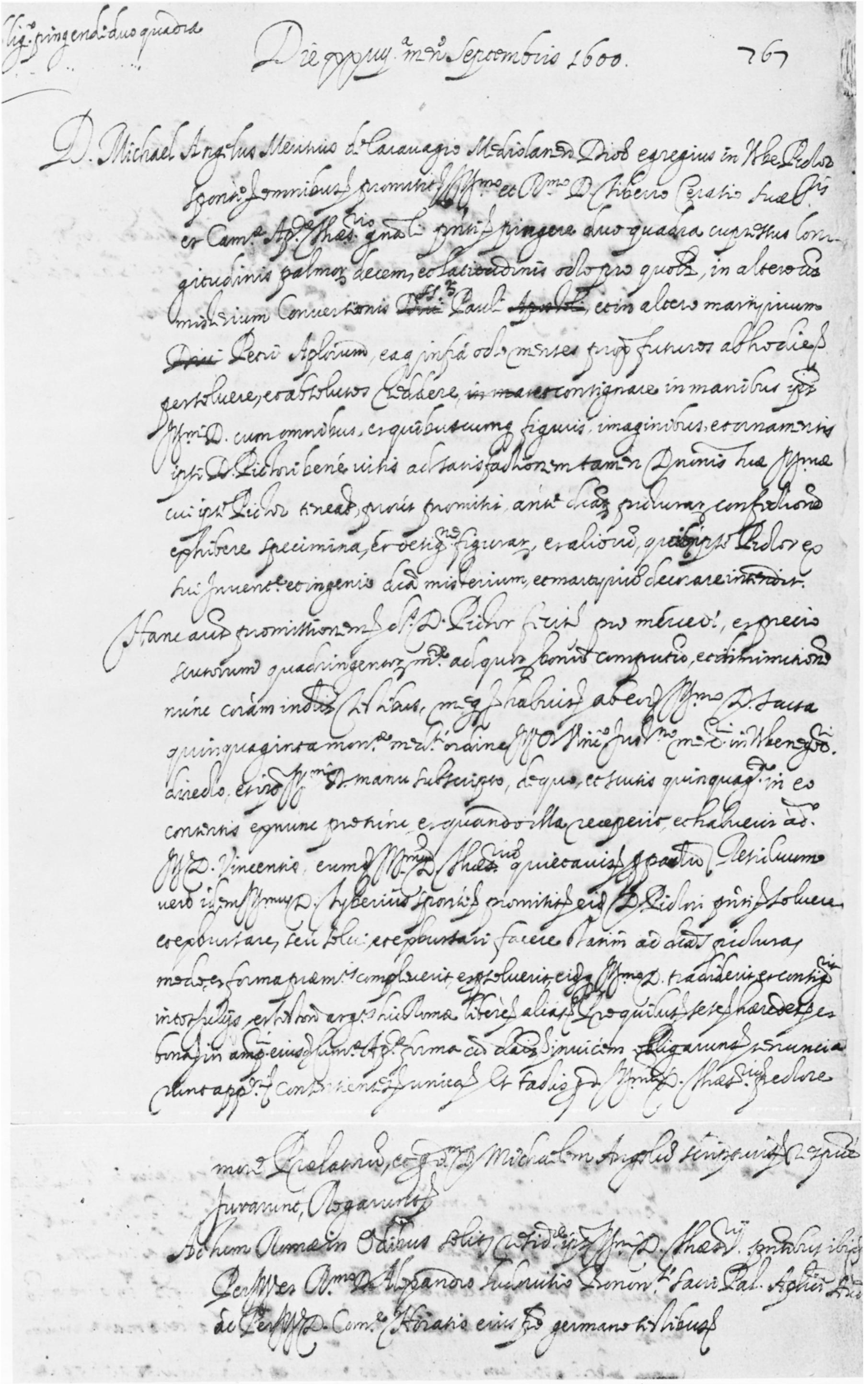
Copia notarile del contratto tra Caravaggio e Cerasi.

## La cappella Cerasi
Il suo nome è divenuto celebre ai posteri soprattutto grazie alla cappella che acquistò nella basilica di Santa Maria del Popolo a Roma, dove fu sepolto insieme ai suoi genitori, detta Cappella Cerasi: della decorazione della Cappella furono incaricati vari artisti, in particolare Caravaggio e Annibale Carracci. Qui, Caravaggio eseguì due tra le sue opere più celebri: La Conversione di San Paolo e La crocifissione di San Pietro. La cappella fu tuttavia ultimata quattro anni dopo la sua morte, nel 1605.